# Стратилатов, Александр Степанович
Александр Степанович Стратила́тов (15 октября 1799, село Фёдоровское (Стратилат тож), Даниловский уезд, Ярославская губерния — 19 сентября 1844, Санкт-Петербург) — священник Русской православной церкви, протоиерей.

## Биография
Родился 15 октября 1799 года в семье Стефана Власьева, причетника церкви при погосте Фёдоровском, Стратилат тож, «что в Подвязье», на реке Касти. Церковь имела три престола, в том числе и во имя св. вмч. Феодора Стратилата. Отсюда, разумеется, и фамилия.
К 1808 году рядом с обветшавшей деревянной церковью возвели каменную. По данным пятой ревизии податного населения (1794—1808) в приходе числилось 185 дворов, в них 588 душ мужеского пола и 639 — женского. О самом о. Стефане известно немного: что «села Федоринского, что в Подвязье, диакона Власия Иванова сын» родился в 1776 году, учился в Ярославской духовной семинарии, а в 1790 г. вышел в пономарское звание; 18 августа 1797 г. назначен при церкви св. вмч. Феодора Стратилата, что в Подвязье, дьячком, 20 февраля 1803 г. там же рукоположён во диакона, а 29 марта 1805 г. — во священника.
Александр окончил в Ярославской духовной семинарии полный курс (15.7.1816—1821). Отчёт духовной консистории рекомендует его как имеющего способности «очень хорошие» и прилежание «неутомимое». В числе лучших Александр получает право продолжить обучение в Санкт-Петербургской духовной академии (1821—1825), которую оканчивает (на отцовском коште) со степенью кандидата. Кандидатское сочинение — «Рассуждения о средствах к обращению раскольников».
По окончании академии 17 июня 1826 г. произведён в священника и определён к церкви Сошествия Святого Духа при Кондукторской школе путей сообщения и законоучителем; позже там же учителем российской словесности. 16 ноября 1833 г. переведён к Исаакиевскому собору, где и служил до конца своих дней. В декабре 1843 г. утверждён увещевателем в Совестный суд.
Имел церковные награды: бархатную скуфью (28 мая 1832), бархатную камилавку (14 мая 1837) и набедренник (23 марта 1842).
Судя по замечаниям англиканского богослова-экумениста Уильяма Палмера, в 1840—1841 годах приезжавшего в Россию, о. Александр был хорошо образован, эрудирован, и в столице обладал известным авторитетом. В письме священнику о. Василию Фортунатову, у которого Палмер некоторое время жил, англичанин называет его «достопочтеннейшим пресвитером», а в своих записках более или менее подробно передаёт учёные диспуты с о. Александром.

## Семья
С 1833 г. проживал в доме причта Исаакиевской церкви на Галерной улице, д. 6. Был женат на некоей Анне Николаевне (1810 — после 1875, предположительно — дочери священника соборной Князь-Владимирской церкви Николая Макарова, с которой имел детей: Константина (1827—12.4.1878), Елизавету (1830—?), Елпидифора (28.10.1831 — 29.10.1881), Александру (1824—?), Ивана (1836 — 7.3.1875), Митрофана (1840—?) и Гавриила (19.3.1842 — 12.2.1902)). Погребён на Смоленском кладбище.